# Myrcia
Myrcia là một chi thực vật có hoa trong họ Myrtaceae, được mô tả lần đầu tiên như một chi vào năm 1827. Chi này có khoảng 765 loài tính đến năm 2022. Chúng thường phân bố ở các khu vực Trung và Nam Mỹ, Mexico và Caribe, với các trung tâm đa dạng ở vùng sinh thái Cerrado và Rừng Đại Tây Dương của Brazil. Myrcia was first described as a genus in 1827.

## Các loài tiêu biểu
- Myrcia acutissima Urb.
- Myrcia adunca Z.Acosta & K.Samra
- Myrcia albobrunnea
- Myrcia albo-tomentosa DC.
- Myrcia almasensis
- Myrcia arenicola Urb.
- Myrcia bella Cambess.
- Myrcia brevispicata McVaugh
- Myrcia calcicola
- Myrcia citrifolia (Aubl.) Urban - Red rodwood
- Myrcia crassa Sobral
- Myrcia crassimarginata
- Myrcia crebra McVaugh
- Myrcia densiflora Poepp.ex Berg
- Myrcia ehrenbergiana (O.Berg) McVaugh
- Myrcia fasciata
- Myrcia floridissima Sobral
- Myrcia flavoviridis (Urb.) Z.Acosta & K.Samra
- Myrcia formosiana DC.
- Myrcia fosteri
- Myrcia grandiflora
- Myrcia guianensis
- Myrcia hanoverensis K.Campbell & Commock
- Myrcia laruotheana Cambess.
- Myrcia lasiantha DC.
- Myrcia lineata
- Myrcia luquillensis (Alain) E.Lucas & A.R.Lourenço
- Myrcia maestrensis (Urb.) Alain
- Myrcia magnifolia (O.Berg) Kiaersk.
- Myrcia manacalensis Urb.
- Myrcia margarettae (Alain) Alain
- Myrcia mucugensis Sobral
- Myrcia multiflora (Lam.) DC.
- Myrcia neocapitata K.Campbell & E.Lucas
- Myrcia neoelegans K.Campbell & K.Samra
- Myrcia neokiaerskovii E.Lucas & K.Samra
- Myrcia neothomasiana A.R.Lourenço & E.Lucas
- Myrcia nodosa (Urb.) K.Campbell & K.Samra
- Myrcia paganii
- Myrcia pallens DC.
- Myrcia peduncularis (Alain) E.Lucas & Acev.-Rodr.
- Myrcia pendula Sobral
- Myrcia pentagona
- Myrcia polyneura (Urb.) Borhidi
- Myrcia portoricensis (Britton) Cedeño-Mald. & Breckon ex F.S.Axelrod
- Myrcia pozasiana (Urb.) Z.Acosta & K.Samra
- Myrcia proctorii (Acev.-Rodr.) Acev.-Rodr. & K.Campbell
- Myrcia pseudomarlierea Sobral
- Myrcia pseudospectabilis Sobral
- Myrcia rostrata DC.
- Myrcia sessilis (McVaugh) A.R.Lourenço & Parra-Os.
- Myrcia simulata (McVaugh) A.R.Lourenço & Parra-Os.
- †Myrcia skeldingii
- Myrcia sphaerocarpa DC.
- Myrcia speciosa
- Myrcia tetraphylla Sobral
- Myrcia tomentosa DC.
- Myrcia uberavensis O.Berg
- Myrcia umbelliformis (Krug & Urb.) K.Campbell & K.Samra
- Myrcia uniflora
- Myrcia venulosa DC.
- Myrcia wilsonii (Griseb.) K.Campbell & K.Samra

Các loài đã chuyển đi
- Plinia cauliflora (Mart.) Kausel (vai M. jaboticaba Baill. ) [8]